# Anoplodactylus pacificus
Anoplodactylus pacificus är en havsspindelart som beskrevs av Hilton, W.A. 1942. Anoplodactylus pacificus ingår i släktet Anoplodactylus och familjen Phoxichilidiidae. Inga underarter finns listade i Catalogue of Life.